# Adam Botek
Adam Botek (n. 1997, Komárno, Nitriansky kraj, Slovacia) este un canoist ce a reprezentat Slovacia, medaliat olimpic. A participat la o ediție a Jocurilor Olimpice (2020) în care a câștigat o medalie de bronz.